# Aleksandr Doegin
Aleksandr Geljevitsj Doegin (Russisch: Алекса́ндр Ге́льевич Ду́гин) (Moskou, 7 januari 1962) is een Russisch politicoloog en politiek filosoof die bekendstaat om zijn geopolitieke theorieën en neofascistische eurazianisme. Doegin is een sterk voorstander van de Russische annexatie van Oekraïne.

## Leven en werk
In de jaren tachtig was Doegin een van de stichters van de Nationaal-Bolsjewistische Partij (Национал-большевистская партия; Natsional-bolsjevistskaja partieja). Later verliet hij deze partij en raakte hij betrokken bij de Eurazië-partij (Евразия; Jevraziya).
Hij heeft een grote invloed op president Vladimir Poetin en wordt gezien als een belangrijk denker en ideoloog aan de rechterkant van het politieke spectrum (bijvoorbeeld voor Nouvelle Droite). Hij is bevriend met de Franse politiek filosoof en journalist Alain de Benoist. Doegins belangrijkste werken zijn De Vierde Politieke Theorie (Четвертая политическая теория; Tsjetvertaja polietietjeskaja teorieja) en Geopolitieke Grondbeginselen (Основы геополитики; Osnovy geopolitiki). Hij heeft echter ook twee boeken over de Duitse filosoof Martin Heidegger geschreven.
In de vroege jaren negentig besteedde hij twee jaar aan het bestuderen van de werken van de omstreden Duitse-Nederlandse geleerde Herman Wirth (1885-1981), een van de grondleggers van de Ahnenerbe. Dit resulteerde in het boek Hyperboreale Theorie uit 1993, waarin hij de geopolitieke, semiotische en esoterisch-ariosofische denkbeelden van Wirth omarmt als mogelijke grondslag voor zijn eigen eurazianisme. Zijn gedachtegoed bestaat kortgezegd uit een poging om het Nazisme en het Communisme met elkaar te verbinden, teneinde tegenstand te bieden aan het (Westerse) liberalisme. Doegin stimuleerde ook de Russische vertaling van Wirths Ura Linda Chronik en cultiveerde de samenzweringstheorie rond diens verdwenen gewaande Palestinabuch. Moderniteit noemt Doegin "Satan" en het westen "Het (...) huis van de Satan".
Doegin heeft zich ook positief uitgelaten over verschillende politieke regimes, die gekenmerkt worden door een antiwesterse politiek, zoals Libië onder kolonel Moammar al-Qadhafi, het regime in Noord-Korea en het regime in Iran. Hij heeft zich bijzonder vleiend uitgelaten over de vroegere Iraanse leider Mahmoud Ahmadinejad. Doegin, ook al is hij scherp antiwesters, heeft zijn bewondering uitgesproken voor de Amerikaanse president Donald Trump.

## Privé
Op 20 augustus 2022 kwam Darija Doegina (15 december 1992 – 20 augustus 2022), een dochter van Doegin, om het leven bij een bomaanslag op de auto waar ze in reed. De auto waar ze in reed was normaal gesproken in gebruik door Doegin zelf.